# Gørlev Kommune
| Strukturdaten       | Strukturdaten      |
| ------------------- | ------------------ |
| Sitz der Verwaltung | Gørlev             |
| Fläche              | 92,06 km²          |
| Einwohner           | 6.497 (2004)       |
| Kommune seit 2007   | Kalundborg Kommune |

Gørlev Kommune war bis Dezember 2006 eine dänische Kommune im damaligen Vestsjællands Amt im Westen der Insel Seeland. Seit Januar 2007 ist sie zusammen mit der “alten” Kalundborg Kommune, der Bjergsted Kommune, der Hvidebæk Kommune und der Høng Kommune Teil der neuen Kalundborg Kommune.